# Phare de Mew Island
Le phare de Mew Island est un phare situé sur l'une des Copeland Islands, en mer d'Irlande dans le comté de Down (Irlande du Nord). Il est géré par les Commissioners of Irish Lights (CIL).

## Histoire
Un premier phare avait été établi sur l'autre île en 1815, appelé depuis Lighthouse Island, et mis hors service en 1884 quand le second phare, de Mew Island a allumé ses feux. C'est une tour en pierre, dont il ne reste que la souche, et des bâtiments annexes restaurés pour devenir un observatoire d'oiseau  détenu par le National Trust for Places of Historic Interest or Natural Beauty (appelé plus simplement National Trust), les îles étant devenues un Site d'intérêt scientifique particulier. L'île au phare est située juste au sud-ouest de Mew Island à environ 7 km au nord de Donaghadee.
Le second phare a été mis en service sur Mew Island en 1884. C'est une tour de 37 m de haut, avec lanterne et galerie, peinte de trois bandes horizontales (2 noires et une blanche). Les maisons des gardiens et les bâtiments annexes sont autour. Il émet 4 flashs blancs espacés de 5 secondes toutes les 30 secondes. Il marque l'approche du port de Belfast pour les bateaux venant par le sud et l'est de la mer d'Irlande. Mew Island est à environ 10 km au nord de Donaghadee.

En 2015, Le Cil a offert la grande lentille de Fresnel au Titanic Museum de Belfast. La lentille a été enlevée en novembre 2015. Le Titanic Belfast s'est adressé au Heritage Lottery Fund avoir des fonds pour la reconstruction de la lentille dans un local spécial bâti sur le bord de mer de Belfast.
.